# Lav (zviježđe)
Lav (lat. Leo) jedno je od zviježđa zodijaka. Konstelacija sjeverne polutke pozicionirana između Raka, Djevice, Berenikine kose, Maloga lava, Sekstanta, Velikoga medvjeda, Vodene zmije i Vrča. Jedno je od 48 zviježđa iz Ptolemejeva zvjezdanoga kataloga (Λέων, Léōn). U obliku je lava koji su među zvijezdama prepoznali i babilonski astronomi prije 4000 godina. U grčkoj mitologiji zviježđe predstavlja nemejskoga lava kojega je u jednome od svojih pohoda ubio Heraklo. Najsjajnije su zvijezde Regul (α Leo), Algieba (Aldžiba) (γ Leo), Denebola (β Leo), Zosma (δ Leo), Algenubi (Aldženubi) (ε Leo), Kertan (Chertan) (θ Leo), Adhafera (ζ Leo) itd. Najbliža je Zemlji zvijezda Wolf 359 (udaljena 7,79 svjetlosnih godina), a oko zvijezde Gliese 436 kruži ekstrasolarni planet mase Neptuna. U zviježđu se nalaze radijant meteorskoga roja Leonida, spiralne galaktike M65, M66, M95, M96, NGC 2903 i NGC 3628, eliptična galaktika M105 i dr.